# شاخسارشرمی

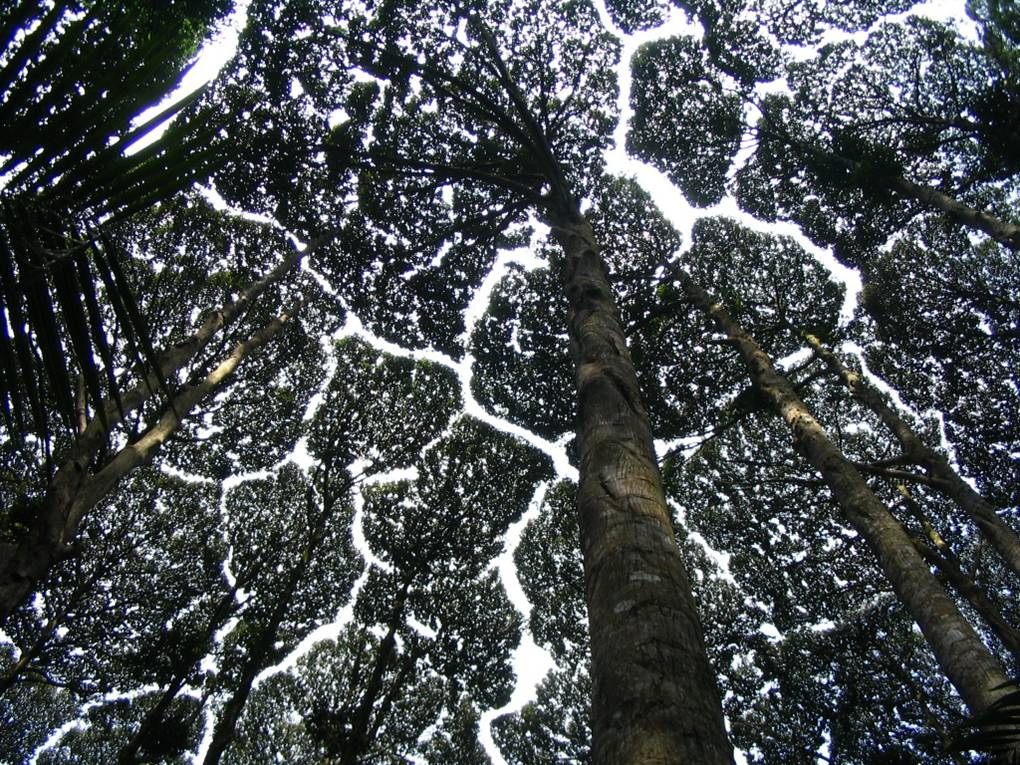
سایبان دی. آروماتیکا در مؤسسهٔ تحقیقات جنگلی مالزی که شاخسارشرمی را از خود نشان می‌دهد.

شاخسارشرمی (به انگلیسی: Crown shyness) پدیده‌ای است که در برخی گونه‌های درختی دیده می‌شود، که در آن شاخه‌سارها در تاج‌پوش درختان به طور کامل با یکدیگر برخورد نمی‌کنند، و سایبانی با شکاف‌هایی کانال‌مانند را شکل می‌دهند. این پدیده بیش‌تر در میان درختانی از گونه‌ای یکسان رایج است، اما همچنین در درختانی از گونه‌های مختلف نیز رخ می‌دهد.
فرضیه های مختلفی وجود دارد که چرا پدیده شاخسارشرمی رفتاری انطباقی است و تحقیقات نشان میدهند که ممکن است این مانع از لارو , حشره برگ خوار شود.

## توضیحات فیزیولوژیکی احتمالی
علت فیزیولوژیکی دقیق شاخسارشرمی معلوم نیست. این پدیده از سال 1920 تا به الان در متون علمی بحث شده است.براساس فرضیه ها و نتایج تجربی ممکن است مکانیسم های متنوعی در گونه های مختلف وجود داشته باشد که نمونه ای از تکامل همگرا است. 
برخی فرضیه ها بر این مدعی هستند که اگر شاخه های تاج در هم فرو بروند باعث هرس درختان مجاور می شود

### ویکی‌پدیا
1. ↑  "Crown shyness". Wikipedia (به انگلیسی). 2021-04-03.